# Halim Haryanto
Halim Haryanto Ho (* 23. September 1976 in Bandung, Jawa Barat, Indonesien) ist ein ehemaliger indonesischer Badmintonspieler, der später für die USA startete.

## Karriere
Halim Haryantos größter Erfolg ist der Gewinn des Weltmeistertitels 2001 im Herrendoppel mit Tony Gunawan. Er gewann des Weiteren unter anderem die prestigeträchtigen All England, die Brunei Open, Singapur Open, Malaysia Open, Chinese Taipei Open, Dutch Open und die US Open.

## Erfolge
| Saison | Veranstaltung       | Disziplin    | Platz | Name                                 |
| ------ | ------------------- | ------------ | ----- | ------------------------------------ |
| 1994   | German Juniors      | Herrendoppel | 1     | Halim Haryanto / Davis               |
| 1998   | Asienmeisterschaft  | Herrendoppel | 3     | Tony Gunawan / Halim Haryanto        |
| 1998   | Brunei Open         | Herrendoppel | 1     | Tony Gunawan / Halim Haryanto        |
| 1998   | Malaysia Open       | Herrendoppel | 1     | Tony Gunawan / Halim Haryanto        |
| 1999   | Hong Kong Open      | Herrendoppel | 2     | Sigit Budiarto / Halim Haryanto      |
| 2000   | Dutch Open          | Herrendoppel | 1     | Halim Haryanto / Sigit Budiarto      |
| 2000   | Thailand Open       | Herrendoppel | 2     | Halim Haryanto / Sigit Budiarto      |
| 2000   | Indonesia Open      | Herrendoppel | 3     | Sigit Budiarto / Halim Haryanto      |
| 2001   | Weltmeisterschaft   | Herrendoppel | 1     | Tony Gunawan / Halim Haryanto        |
| 2001   | All England         | Herrendoppel | 1     | Tony Gunawan / Halim Haryanto        |
| 2001   | Thailand Open       | Herrendoppel | 3     | Candra Wijaya / Halim Haryanto       |
| 2001   | Indonesia Open      | Herrendoppel | 2     | Tony Gunawan / Halim Haryanto        |
| 2001   | Singapur Open       | Herrendoppel | 1     | Tony Gunawan / Halim Haryanto        |
| 2001   | Japan Open          | Herrendoppel | 3     | Tony Gunawan / Halim Haryanto        |
| 2002   | Asienspiele         | Herrendoppel | 3     | Halim Haryanto / Tri Kusharyanto     |
| 2002   | Indonesia Open      | Herrendoppel | 3     | Halim Haryanto / Tri Kusharyanto     |
| 2003   | Copenhagen Masters  | Herrendoppel | 1     | Candra Wijaya / Halim Haryanto       |
| 2004   | Asienmeisterschaft  | Herrendoppel | 2     | Candra Wijaya / Halim Haryanto       |
| 2005   | Bitburger Open      | Herrendoppel | 1     | Tony Gunawan / Halim Haryanto        |
| 2005   | Chinese Taipei Open | Herrendoppel | 1     | Tony Gunawan / Halim Haryanto        |
| 2006   | US Open             | Herrendoppel | 1     | Halim Haryanto / Tony Gunawan        |
| 2008   | US Open             | Mixed        | 1     | Halim Haryanto / Grace Peng Yun      |
| 2011   | Panamerikaspiele    | Herrendoppel | 2     | Sattawat Pongnairat / Halim Haryanto |